# Avīci (01)
AVĪCI (01) est un extended play du disk-jockey et producteur suédois Avicii.
Albums de Avicii
Stories
(2015) Tim
(2019)

## Genèse
Le 27 juin 2017, Rita Ora est invitée a un évènement privé à Londres pour enregistrer Lonely Together. Lors d'un interview à BBC Radio 1, Avicii annonce qu'il sort cet EP dont il a écrit tous les titres,.

## Pistes
| titres                           | Artiste ayant interprété |
| -------------------------------- | ------------------------ |
| 1. Friend of Mine                | Avicii, Vargas & Lagola  |
| 2. Lonely Together               | Avicii, Rita Ora         |
| 3. You Be Love                   | Avicii, Billy Raffoul    |
| 4. Without You                   | Avicii, Sandro Cavazza   |
| 5. What Would I Change It To     | Avicii, AlunaGeorge      |
| 6. So Much Better (Avicii Remix) | Avicii, Sandro Cavazza   |